# Vasantnagar
Vasantnagar é uma vila no distrito de Yavatmal, no estado indiano de Maharashtra.

## Demografia
Segundo o censo de 2001, Vasantnagar tinha uma população de 4117 habitantes. Os indivíduos do sexo masculino constituem 54% da população e os do sexo feminino 46%. Vasantnagar tem uma taxa de literacia de 56%, inferior à média nacional de 59.5%: a literacia no sexo masculino é de 66% e no sexo feminino é de 45%. Em Vasantnagar, 16% da população está abaixo dos 6 anos de idade.